# Richard Price (filosoof)

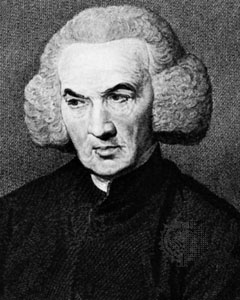
Richard Price

Richard Price (Tynton (Glamorgan), 23 februari 1723 - Newington Green (Noord-Londen), 19 april 1791) was een politieke filosoof uit Wales. Price steunde de Amerikaanse Revolutie. Hij schreef in 1776 het pamflet Observations on Civil Liberty and the Justice and Policy of the War with America waarin de Amerikaanse onafhankelijkheid werd verdedigd, en gesteld werd dat de grondslag van de soevereniteit bij het volk lag. In enkele dagen werden er duizenden exemplaren van verkocht. De Nederlandse politicus Joan Derk van der Capellen tot den Pol vertaalde dit pamflet naar het Nederlands.
Price publiceerde ook een aantal werken over ethiek en moraal waarvan de Review of the Principal Questions in Morals (1757) het belangrijkst is.
Price sympathiseerde met de Franse Revolutie en werd daarom bekritiseerd door Edmund Burke, die, mede naar aanleiding van Price's verdediging van de Franse Revolutie zijn beroemde Reflections on the Revolution in France (1790) schreef. Het pamflet Rights of Man van Thomas Paine was een reactie op Burke's werk.